# Красовський Антон Вячеславович
Анто́н Вячесла́вович Красóвський (Кузнецо́в-Красóвський) (18 липня 1975 , Подольськ, Московська область ) — російський громадський діяч, журналіст, пропагандист путінізму, публіцист і політтехнолог. З 2020 року був директором мовлення російською мовою пропагандистського телеканалу RT. Особливий розголос викликала його заява, що українських дітей треба вбивати за націоналізм.

## Біографія
Антон Вячеславович Кузнєцов-Красовський народився 18 липня 1975 року в Подольську Московської області. Його батько працював представником конструкторського бюро на атомних електростанціях Української РСР, зокрема, на Рівненській АЕС, у Кузнецовську (з 2016 року — Вараш). Там Антон жив із 1986 по 1989 рік, пізніше навчався в Дубровицькій школі. У 1992 році закінчив школу № 633 р. Москви.
З 1994 року навчався в Літературному інституті ім. Горького, на поетичному семінарі Тетяни Бек та С. І. Чуприніна. З 1995 року співпрацював з «Незалежною газетою» та журналом «Питання літератури».
У грудні 2017 року повідомив, що з 2011 є ВІЛ-позитивним. Є відкритим гомосексуалом. Живе та працює в Москві.
У лютому 2022 року проти нього в ЄС було введено персональні санкції у зв'язку з російським вторгнення в Україну під час російсько-української війни.
У червні 2022 року Антон заявив, що здав літр крові для підтримки російських окупантів, при цьому, він з 2011 року є ВІЛ-позитивним.

### Професійна діяльність
Тетяна Бек рекомендувала Красовського телеведучому Олександру Шаталову, і в 1996 Красовський почав працювати в ЗАТ «Телепроєкт» шеф-редактором програми «Книжкові новини» на НТВ аж до березня 1997 року. У 1997 році став театральним оглядачем журналу «Вечірня Москва». З вересня 1999 року до лютого 2000 року працював у передвиборному штабі Союзу правих сил.
Працював у видавничому домі «Комерсант», інтернет-порталі «Яндекс», видавничому домі Independent Media, також був театральним оглядачем «Независимой газеты» (з серпня 2001 по квітень 2002) і редактором культури журналу Vogue.
У 2003 році очолив службу спеціальних проєктів журналу Harper's Bazaar. У 2005 році став видавцем журналу Wallpaper, пізніше два роки очолював медіавідділ консалтингової компанії «Pynes & Moerner».
З 2009 по лютий 2012 року працював головним редактором програм «НТВшники» та «Музичний ринг НТВ» на каналі НТВ. Пішов з НТВ через небажання працювати на телеканалі, який, на його думку, на той час активно випускав у свій ефір замовні матеріали про Михайла Прохорова та інших друзів Красовського.
У вересні 2011 року взяв участь в освітньому проєкті «MadeinKazan» «Розширюй Горизонти-3» разом із Софіком Шеварднадзе, Ігорем Чапуріним, Евеліною Хромченко, Володимиром Долговим та іншими.
Разом із письменником Сергієм Мінаєвим і колишнім продюсером Comedy Club Артаком Гаспаряном був творцем телеканалу Kontr TV. 11 грудня 2012 року газета «Коммерсантъ» повідомила про те, що, згідно з даними податкових служб, 100-відсотковим засновником телеканалу є фонд «Інститут соціально-економічних та політичних досліджень» (ІСЕПІ), створений за ініціативою адміністрації президента та очолюваний колишнім заступником голови управління внутрішньої політики президента Дмитром Бадовським.
28 січня 2013 року журналіст залишив канал за власним бажанням із формулюванням (пунктуацію оригіналу збережено): «Загалом я не можу працювати на вашому телеканалі, де я нічого не значу». За словами журналіста, рішення про його звільнення приймав Сергій Мінаєв. В інтерв'ю проєкту "Сноб " Антон Красовський заявив, що телеканал Kontr TV є кремлівським проєктом, метою якого, на його думку, є пропаганда. У березні 2013 року проєкт Kontr TV було закрито.
З січня 2014 по травень 2020 — гість програми «Особлива думка» на радіостанції «Ехо Москви».
З 6 листопада по 12 грудня 2017 року — ведучий розважальної програми «Можемо повторити!» на телеканалі «П'ятниця!», яку вів разом із Ксенією Собчак.
З літа 2019 співпрацює з телеканалом RT як автор, ведучий та продюсер документального циклу «Епідемія».
У жовтні 2020 року призначений директором мовлення російською мовою телеканалу RT.
На посаді голови дирекції продовжував участь у створенні циклу фільмів «Епідемія» про коронавірусну інфекцію у дорослих та дітей, нові штами вірусу, пост-ковід та туберкульоз. Один із фільмів циклу «COVID-19. Невижили» про перші жертви коронавірусу отримав премію «ТЕФІ-Мультимедіа» у номінації «Документальний фільм».
З 1 лютого 2021 року на Youtube-каналі дирекції мовлення російською мовою «RT Росія» починає виходити авторська програма Антона Красовського «Антоніми» — цикл щоденних інтерв'ю в жанрі «hard-talk» з учасниками актуальних суспільно-політичних процесів сучасної Росії.
З початку повномасштабного вторгнення РФ в Україну публікує фейкову інформацію та веде злочинну діяльність проти українського народу.

### Суспільна діяльність
У 2016 році разом з лікарем-інфекціоністом Орловою-Морозовою заснував фонд СПІД.ЦЕНТР. До кінця лютого 2022 року був головою фонду. До лютого 2020 був директором фонду.
У 2020 році взяв участь у з'їзді партії «Нові люди».
Є членом секції «Охорона здоров'я та ЗОЖ» Ради при Уряді РФ з питань піклування у соціальній сфері.

### Погляди
Вважає, що путінізм — це логічне продовження єльцинізму, позитивним в єльцинській епосі називає появу свобод, а, перераховуючи негативні сторони того ж періоду, згадує розстріл парламенту 1993 року та нечесні, на його думку, вибори 1996 року. Вбивства Нємцова та Естемірової вважає наслідком чеченських воєн, розв'язаних за Єльцина.
28 грудня 2011 року під час виборчої кампанії з виборів президента Росії Красовський очолив передвиборчий штаб кандидата Михайла Прохорова.
25 січня 2013 після ефіру програми «Angry Guyzzz» на телеканалі Kontr TV, у якому обговорювали закон про заборону пропаганди гомосексуальності серед неповнолітніх, Красовський зробив публічну заяву про свою гомосексуальну орієнтацію. В ефірі він сказав: «Я гей, і при цьому я така сама людина, як ви, мої дорогі глядачі, як президент Путін, як прем'єр Медведєв, як депутати Державної думи». Запис програми не був викладений ні на сайт телеканалу, ні на його сторінку на YouTube. Вночі 25 січня із сайту каналу було видалено корпоративні акаунти журналіста, пошту та його програми.
У середині квітня 2014 року Красовський три дні пробув із Ксенією Собчак у тимчасово окупованому РФ Криму. В інтерв'ю за п'ять років на питання про належність Криму відповів, що вважає півострів російською територією. Цю позицію неодноразово озвучував у своїй авторській програмі «Антоніми».
У квітні 2021 року заявив про бажання від імені влади посадити протестувальників проти Путіна або «скинути в Мойку», принагідно звинувативши ФБК та його прихильників в екстремізмі і висловлюючи щиру підтримку їх «посадці» років на п'ять.
У січні 2022 року під час обговорення питання можливого вступу України до НАТО, пригрозив вторгненням військ до України та спаленням на Хрещатику українців разом із Конституцією, у якій прописаний курс на НАТО.
2З жовтня 2022 року публічно закликав топити українських дітей у річці та спалювати їх. Після цього, згідно із заявою керівництва RT, відсторонений від роботи в колективі телеканалу.

## Санкції
За свої висловлювання у адресу українців на Красовського накладено ряд санкційних обмежень.
З 28 лютого 2022 року перебуває під санкціями всіх країн ЄС за поширення антиукраїнської пропаганди.
З 9 травня 2022 року Красовський перебуває під санкціями Великої Британії.
З 7 липня 2022 року перебуває під санкціями Канади, як «російський діяч дезінформації та пропаганди».
З 4 березня 2022 року перебуває під санкціями Швейцарії.
Указом президента України Зеленського від 19 жовтня 2022 року перебуває під санкціями України.